# Conrad IV d'Alemanya
Conrad IV de Hohenstaufen (25 d'abril de 1228 - 21 de maig de 1254) va ser Rei de Jerusalem (com a Conrad II) (1228-1254), d'Alemanya (1237-1254), i de Sícilia (com a Conrad I) (1250-1254). Fill de l'emperador Frederic II del Sacre Imperi i de la reina regnant de Jerusalem, Violant.

## Biografia
Nascut a Andria, Conrad va ser el segon fill de Frederic i Violant, i l'únic que visqué. La seva mare va morir de part. Conrad va viure a Itàlia fins al 1235, quan va visitar Alemanya per primer cop.
Frederic va deposar el seu fill gran Enric el 1237, que s'havia revoltat en suport de la Lliga llombarda en 1235. La rebel·lió va fracassar i Enric, deposat dels seus títols, va ser empresonat el 1235, i la lliga derrotada en la batalla de Cortenuova el 1237. Frederic va fer elegir Conrad com a Rei dels Romans a la dieta de Magúncia. El títol feia suposar que Conrad, aleshores amb tan sols nou anys, heretaria la posició d'emperador del Sacre Imperi Romanogermànic.
L'arquebisbe Sigfrid III de Magúncia va actuar com a regent d'Alemanya mentre el seu pare lluitava contra el partit güelf a Itàlia fins al 1242, quan Sigfrid III de Magúncia va abandonar Frederic, i aquest va escollir Enric I Raspe, landgravi de Turíngia, i Wenceslau I de Bohèmia, per assumir aquesta funció. Conrad va intervenir directament en la política alemanya a partir del 1240.
Després d'un any i mig d'incertesa, el conclave papal va escollir el cardenal Sinibaldo de' Fieschi, que va acceptar e mala gana l'elecció com a Papa el 25 de juny de 1243, prenent el nom d'Innocenci IV. Les maquinacions de l'emperador van despertar una gran quantitat de sentiments antipapals a Itàlia, especialment als Estats Pontificis, i els agents imperials van encoratjar conspiracions contra el domini papal. Adonant-se que era cada cop més insegur a Roma, Innocenci IV va fugir de Roma el 7 de juny de 1244. Viatjant disfressat, va anar a Sutri i després al port de Civitavecchia, i d'allà a Gènova, el seu lloc de naixement, on va arribar el 7 de juliol. El 5 d'octubre va fugir d'allà a França, on va ser acollit amb joia. Dirigit-se a Lió, on va arribar el 29 de novembre de 1244, Innocent va ser rebut cordialment pels magistrats de la ciutat. Però quan el 1245 el papa Innocenci IV va imposar una censura papal al Concili de Lió I sobre Frederic i va declarar a Conrad deposat, Enric Raspe va donar suport al papa, que va donar suport a l'elecció de Raspe com a anti-rei d'Alemanya el 22 de maig de 1246. Com els prínceps seculars no donaven suport a l'elecció de Raspe com a rei a la primavera de 1246, aquest els havia demanat, amb el suport del papa i la majoria dels bisbes, que assistissin a una conferència a la cort de Frankfurt, on havien de confirmar-lo, però Conrad, que havia rebutjat la seva deposició va anar al seu encontre amb un exèrcit format principalment per tropes suaves i es va enfrontar amb l'exèrcit dels arquebisbes de Magúncia i Colònia, sent derrotat en la batalla de Nidda l'agost del 1246, Quatre setmanes després de la derrota a Nidda, Conrad es casava amb Elisabet de Baviera, filla del duc de Baviera Otó II de Wittelsbach.
El 16 de febrer de 1247, Enric morí i el 3 d'octubre fou escollit com a rei d'Alemanya Guillem II d'Holanda pel partit güelf iniciant el Gran Interregne. Aquisgrà es va negar a permetre l'entrada als partidaris de Guillem, que van assetjar-la a finals d'abril o principis de maig fins que els ciutadans van negociar la seva rendició el 18 d'octubre prometent obediència al papa Innocenci i al rei Guillem, que va entrar a la ciutat el 19 d'octubre i va ser coronat l'1 de novembre.
Un exèrcit enviat per conquerir el regne de Sicília sota el comandament del cardenal Pietro Capocci va ser esclafat a la batalla de Cingoli l'agost de 1250, i Frederic II va morir el 13 de desembre de 1251 al Castell de Fiorentino a Pulla. En el seu testament, va nomenar Conrad IV com a hereu universal i el va designar expressament com el seu successor a l'imperi, Sicília i Jerusalem.
Innocenci IV no el va reconèixer i l'abril de 1251 Conrad va ser excomunicat pel Papa, i en octubre de 1251 Conrad es dirigí a Itàlia des d'Ístria amb una flota pisana per intentar imposar-se al regne de Sicília, presa de lluites entre güelfs i gibel·lins. Arribat al desembre a Sipont a Pulla, trobà el país sotmès pel seu germà Manfred, el príncep de Tàrent, tret de Càpua i Nàpols. El 1252 naixia el seu primer fill, que es diria com ell i seria conegut com a Conradí, i la posició de Conrad al Regne de Sicília es va consolidar amb la captura de Nàpols l'octubre de 1253, però els seus esforços per arribar a un acord amb el papat van fracassar i va decidir envair Itàlia amb l'esperança de recuperar la totalitat dels dominis del seu pare. Conrad no va ser capaç de sotmetre els partidaris del papa Conrad va ser excomunicat el 1254, i va morir de malària el mateix any a Lavello, a la Basilicata.
El seu fill Conradí continuaria la lluita amb el papat, de forma infructuosa i Alexandre IV va contraatacar oferint Sicília a Edmund el Geperut, fill d'Enric III d'Anglaterra.